# نهائي كأس الكؤوس الأوروبية 1964

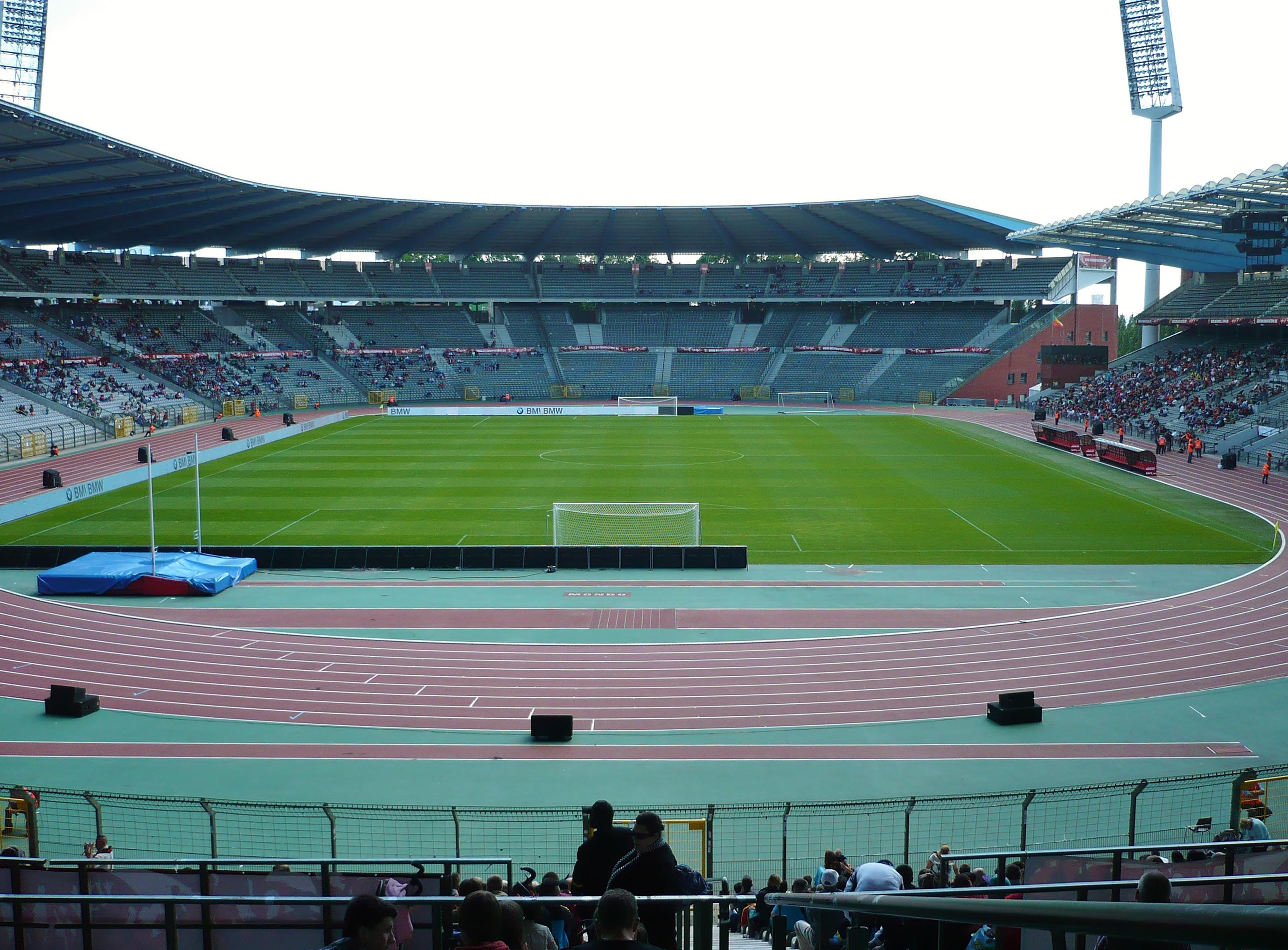
منظر لملعب الملك بودوان من الداخل

نهائي كأس الكؤوس الأوروبية 1964 هي المباراة النهائية من منافسة كأس الكؤوس الأوروبية 1963–64، أقيمت المباراة في 15 مايو 1964، في ملعب بوزيلستاديون، بين فريقي سبورتينغ لشبونة، ونادي بودابست، وفاز فيها سبورتينغ لشبونة، بعد أن هزم نادي بودابست، بنتيجة 1 - 0، وحضر المباراة 17132 شخصاً.

## تفاصيل المباراة
لعبت المباراة النهائية في 15 مايو 1964.
| سبورتينغ لشبونة | 1 -0 | نادي بودابست |
| --------------- | ---- | ------------ |
|                 |      |              |